# Ołeksandr Hułewski
Ołeksandr Petrowycz Hułewski, ukr. Олександр Петрович Гулевський, ros. Александр Петрович Гулевский, Aleksandr Pietrowicz Gulewski (ur. 18 marca 1928 we wsi Kriwoje Oziero, w obwodzie samarskim, Rosyjska FSRR, zm. 11 lipca 2004 w Kijowie, Ukraina) – ukraiński piłkarz grający na pozycji napastnika, trener piłkarski.

## Kariera piłkarska

### Kariera klubowa
W wieku czterech lat wraz z rodziną przeniósł się do Samary. Mając dwanaście lat zaczął grać w piłkę nożną - w Szkole Piłkarskiej Dinamo Kujbyszew. Pierwszy trener M.A. Senin. Pracował w fabryce obuwia, a następnie w Zakładzie im. Mołotowa. Jesienią 1946 roku otrzymał zaproszenie do drużyny rezerw Krylja Sowietow Kujbyszew, a 27 maja 1948 po raz pierwszy zagrał w pierwszej drużynie Krylji. W 1954 przeszedł do Torpedo Moskwa, ale po roku występów powrócił do Krylji. W latach 1956–1957 bronił barw Zenitu Leningrad. W 1961 zakończył karierę w klubie Trudowi Rezerwy Ługańsk.

## Kariera trenerska
W 1964 rozpoczął karierę trenerską prowadząc Komunareć Komunarsk. Następnie po dłuższej przerwie, dopiero w 1973 objął stanowisko głównego trenera Tawrii Symferopol. Pracował jako dyrektor klubu Zirka Kirowohrad. W kolejnych latach pracował jako szkoleniowiec zespołów Krywbas Krzywy Róg, Krylja Sowietow Kujbyszew, Metałurh Zaporoże, Krystał Chersoń, Spartak Żytomierz, Szachtar Gorłówka i Wahonobudiwnyk Stachanow. Zmarł 11 lipca 2004 w Kijowie.

## Sukcesy i odznaczenia

### Sukcesy piłkarskie
- brązowy medalista Klasy B ZSRR, 2 strefy ukraińskiej: 1960

### Sukcesy trenerskie
- mistrz Drugiej Ligi ZSRR: 1976
- wicemistrz Drugiej Ligi ZSRR: 1973

### Sukcesy indywidualne
- 3-krotnie wybrany do listy 33 najlepszych piłkarzy ZSRR: 1951 (Nr 1), 1953 (Nr 2), 1950 (Nr 3)

### Odznaczenia
- tytuł Mistrza Sportu ZSRR: 1950
- tytuł Zasłużonego Trenera Sportu Ukraińskiej SRR: 1976
- wybrany do symbolicznej reprezentacji Kujbyszewa za 80 lat: 1988.